# ユーロネクスト・ブリュッセル
座標: 北緯50度50分50秒 東経4度21分31秒 / 北緯50.84722度 東経4.35861度

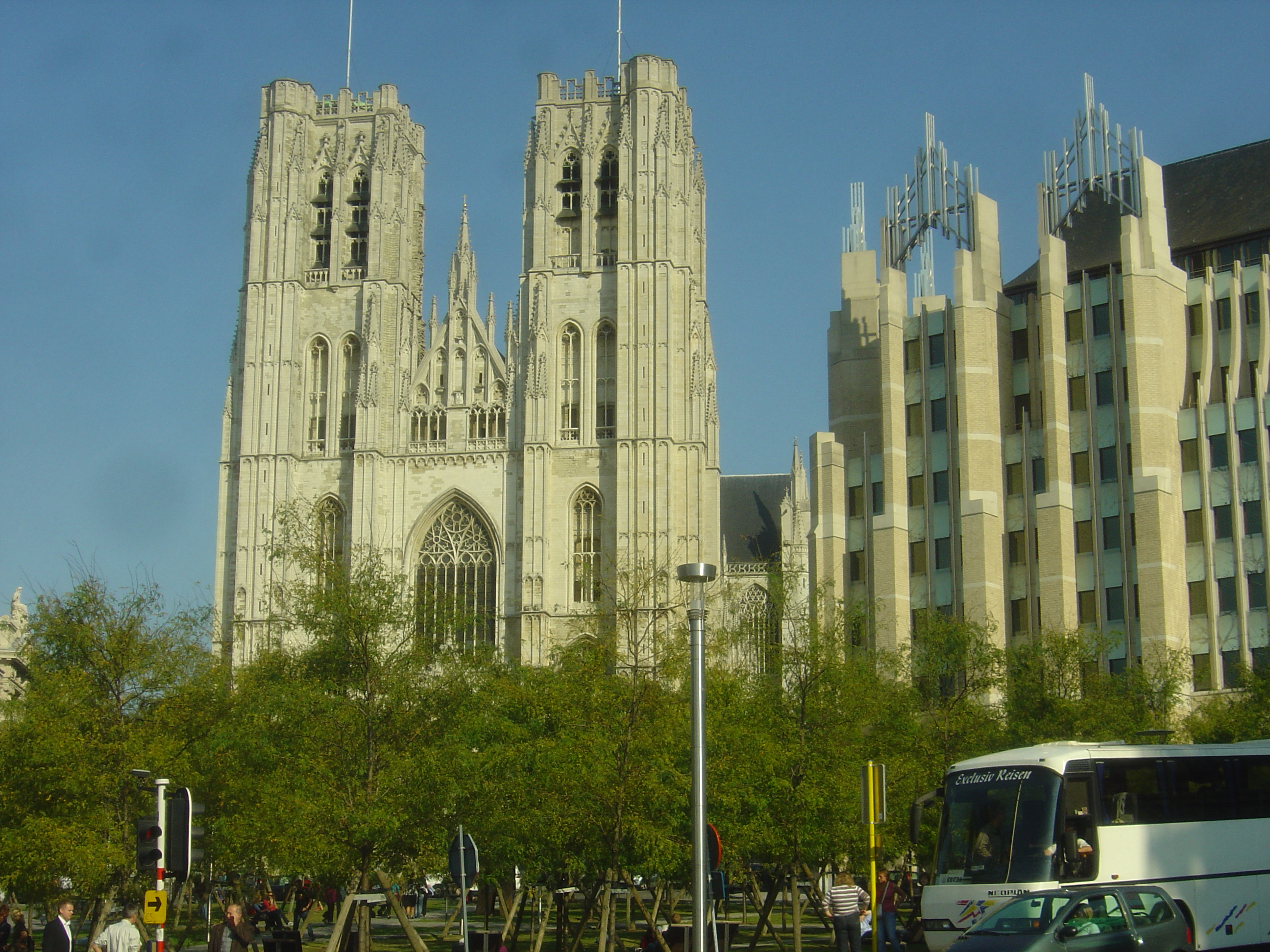
サン・ミッシェル大聖堂南西隣のユーロネクスト・ブリュッセル（右側）

ユーロネクスト・ブリュッセル（フランス語: Euronext Bruxelles、オランダ語: Euronext Brussels）は、ベルギー・ブリュッセルにある証券取引所。ユーロネクストが運営している。

## 沿革

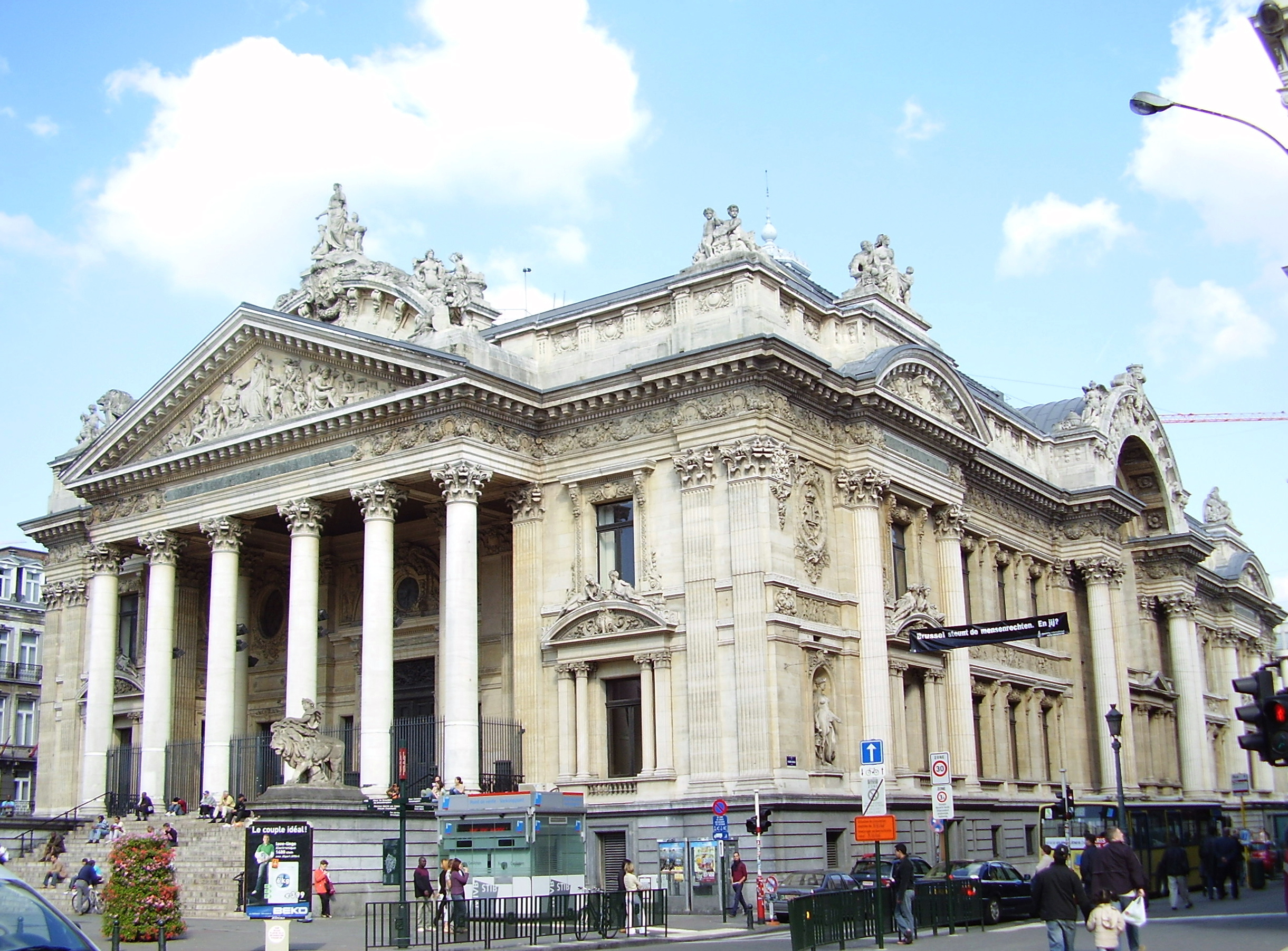
旧ブリュッセル証券取引所

1801年にナポレオン・ボナパルトの命により設立された。長くブリュッセル証券取引所として使われた建物は、1868年から1873年にかけて、ブリュッセル中心部のアンスパッハ通り (Boulevard Anspach; Anspachlaan) の景観改修工事の一環として建築された。ネオルネサンス様式と第二帝国様式が組み合わされ、オーギュスト・ロダンの彫刻が飾られた。
2000年9月、アムステルダム証券取引所・パリ証券取引所との経営統合により、ユーロネクストが設立され、同社の運営となって以降、ユーロネクスト・ブリュッセルの名称で呼ばれるようになった。取引所の場所は、ブリュッセル証券取引所時代からは移転しており、現在は、サン・ミッシェル大聖堂の南西にある。

## 相場
BEL20は、ユーロネクスト・ブリュッセルで取引されるベルギーのプライム市場の主要20企業で構成する時価総額加重平均型の株価指数である。他に、BEL Mid Index、BEL Small Index、BEL All-Share Indexなどがある。

## 所在地
- 住所：Rue du Marquis 1, 1000 Bruxelles, Belgique

アクセス
- ベルギー国鉄、ブリュッセル地下鉄1号線・5号線 ブリュッセル中央駅